# Train fantôme (déportation en France)
Ne doit pas être confondu avec Train fantôme (déportation en Belgique).

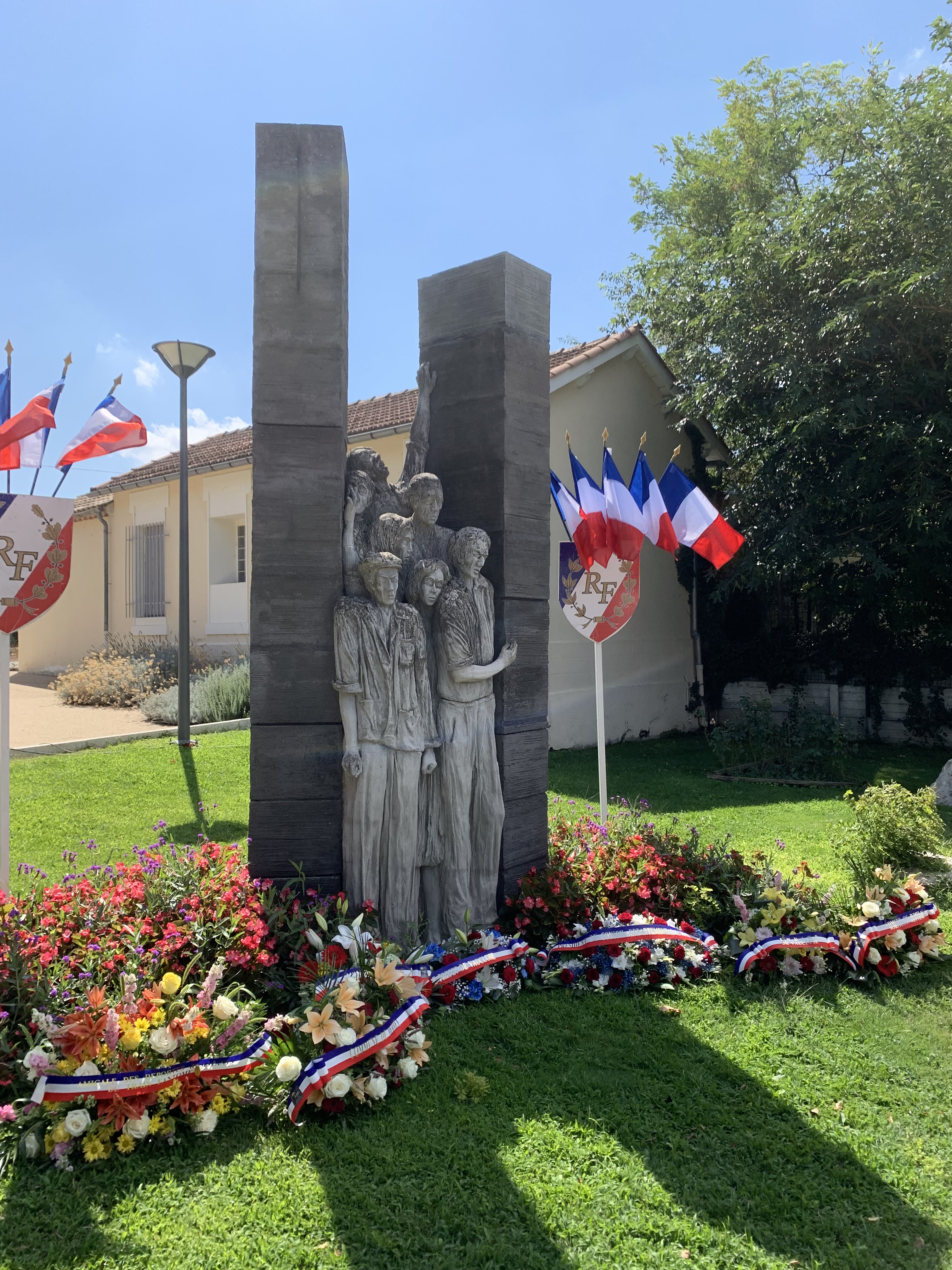
Mémorial à la mémoire des déportés du train fantôme devant la gare de Sorgues.

Le train fantôme est le nom donné à l'un des derniers convois de déportation en France lors de la Seconde Guerre mondiale.
Le train part de Toulouse le 3 juillet pour une arrivée au camp de concentration de Dachau le 28 août 1944, une durée exceptionnellement longue (2 mois au lieu de 3 jours d'ordinaire) due à des détours, rebroussements, arrêts prolongés et changements de train dans une France en cours de libération. Il transporte au fil de ses étapes jusqu'à 724 prisonniers, des résistants et des opposants politiques, dont la moitié était des étrangers principalement des Républicains espagnols, entassés à plus de 70 dans des wagons, manquant d'eau et de nourriture. Plusieurs ne survivent pas aux conditions du voyage. 200 environ réussissent à s'échapper pendant le trajet, souvent aidés par la population ou les cheminots. Des 536 arrivés à Dachau, la moitié n'en revient pas.

## Histoire
Le train part le 3 juillet 1944 vers 18h00 de la gare de Raynal, gare de marchandises et de triage de Toulouse. Plus de 550 personnes y sont entassées depuis la veille: 402 détenus du camp pour étrangers du Vernet, qui a été évacué quelques jours plus tôt, et 150 résistants qui étaient internés à la prison Saint-Michel. L'oberleutnant Baümgartner est le responsable du convoi qui sera gardé tout au long de son parcours par des Feldgendarmen, la police militaire allemande.
Alors que le trajet ferroviaire plus direct pour se rendre à Dachau (situé à proximité de Munich, en Bavière, dans le sud-ouest de l'Allemagne) aurait été d'acheminer le train par la ligne de Limoges, le soulèvement résistant dans le Massif central après le débarquement de Normandie un mois plus tôt, a conduit Baümgartner de faire transiter le train par Bordeaux. Mais le convoi va être soumis, tout au long de son parcours, à plusieurs bombardements alliés et aux sabotages des voies ferrées par la Résistance lancés partout en France pour perturber le mouvement des troupes allemandes vers le front normand. 
Arrivé à la gare de Bordeaux le 9 juillet, le train y reste bloqué pendant de nombreux jours. Il est d'abord stationné 3 jours dans la gare de marchandises/triage situé juste au sud de la gare de voyageurs puis le 12 juillet, les déportés sont transférés à pied dans la grande synagogue de la ville alors désaffectée et qui sert d'annexe à la prison de la ville. Un contingent local de la Wehrmacht et des hommes de la Gestapo renforcent les Feldgendarmen pour ce transfert. Les femmes sont internées le lendemain à la caserne Boudet.
Le 31 juillet, dix déportés, sélectionnés par les Allemands, sont transférés au fort du Hâ, prison centrale de Bordeaux. Ils sont ensuite amenés avec 46 autres prisonniers bordelais au camp de Souge, à l'extérieur de la ville, où ils sont fusillés, sans doute en représailles des actions de la Résistance mais la chaine de décision allemande ayant conduit à cette exécution reste encore aujourd'hui assez confuse. Les prisonniers sont ainsi amenés deux fois à Souge avant d'être finalement exécutés, un officier allemand ayant refusé de commander le peloton d'exécution car leur condamnation à mort n'avait pas suivi la procédure. C'est finalement l'Oberleutnant Baümgartner et des Feldgendarmen qui fusillent les résistants le 1er août. 
Le 8 août, entre 2 heures et 4 heures du matin, les déportés sont ramenés à la gare et réembarqués dans les wagons. Des résistants, prisonniers au fort du Hâ, les y ont rejoints, puis le train repart en direction du nord, sur la ligne menant à Paris. 
Après le passage de Libourne, le train est longuement arrêté dans la petite gare de Parcoul - Médillac. Pendant cet arrêt il est repéré, vers 16h00, par cinq chasseurs de la Royal Air Force en route pour un bombardement un peu plus au sud. À leur retour, les avions mitraillent le train,. Des déportés agitent alors des tissus au travers de quelques rares ouvertures des wagons pour tenter de faire comprendre aux pilotes que leur train contient des prisonniers. Le mitraillage fait plusieurs morts et blessés, y compris parmi les Allemands. Le docteur Van Dick est extrait d'un des wagons pour s'occuper des blessés, plusieurs sont évacués du train sans que l'on sache ce qu'ils deviendront. Quatre déportés essayent de profiter de l'ouverture des portes pour s'enfuir mais ils sont rattrapés et aussitôt fusillés contre un mur de la gare. Le train, dont la locomotive a été endommagée par le mitraillage, reste immobilisé trois jours. Il repart ensuite, au ralenti, jusqu'à la gare d'Angoulême mais celle-ci ayant été dévastée par un précédent bombardement allié, le train est contraint d'y stationner longuement. Faute de pouvoir continuer vers le nord, finalement le convoi rebrousse chemin et revient à Bordeaux puis à Toulouse. Baümgartner ordonne que le train suive un itinéraire remontant vers l'Allemagne par la vallée du Rhône. 
Après Montauban, Béziers et Nîmes le train stationne à nouveau trois jours à la gare de Rémoulins à partir du 12 août. Une voisine de la gare, Marie Damiani, résistante à Libération Sud et dont le fils aîné combattant FTP avait été déporté, apercevant les déportés affamés et assoiffés, contacte le correspondant local de la Croix-Rouge  afin qu'il essaie d’intervenir pour nourrir, soigner et abreuver les prisonniers. Ce "bon français", pétainiste, refusant d’aider des « communistes et des terroristes », Madame Damiani part alors à pied à Nîmes distante de 30 km pour essayer de faire intervenir la Croix Rouge du Gard. Elle revient avec l'autorisation de puiser dans les stocks locaux de la société de secours et ravitaille le train.
Le 18 août 1944, le train repart puis s'arrête à Roquemaure dans le Gard, sur la rive droite du Rhône, car la Résistance a rendu un pont ferroviaire infranchissable. Les déportés sont alors forcés de marcher  18 km sous la chaleur, traversant Châteauneuf-du-Pape, jusqu'à la gare de Sorgues où un nouveau train est constitué. De nombreux habitants viennent à la gare ravitailler les déportés alors assis sur les voies. Avec leur aide et celle des cheminots, 32 déportés parviennent à s'enfuir sans que les Allemands s'en aperçoivent. Pour éviter un recomptage des détenus par leurs gardes, le sous-chef de gare crée une fausse alerte aérienne en déclenchant la sirène de la ville. 
Les Allemands deviennent de plus en plus nerveux. Trois jours auparavant, le 15 août, les Alliés ont débarqué en Provence et leurs troupes progressent, surtout par les Alpes, menaçant de prendre à revers les troupes allemandes dans la vallée du Rhône. Les avions alliés sont aussi très actifs dans le ciel et le train est à nouveau mitraillé dès son départ de Sorgues causant encore des morts et des blessés.
Malgré les actions de résistants, les voies coupées, le trafic — réservé prioritairement aux trains militaires allemands — le convoi de cette déportation arrive toutefois à progresser. À Pierrelatte, un autre mitraillage de l'aviation alliée met la locomotive hors de service mais cette gare est une gare relais disposant d'une locomotive en réserve dont s'emparent les hommes de Baümgartner.
À bord des wagons, des résistants, quelquefois avec un simple clou, arrivent après de longs efforts à aménager une ouverture dans des lames du plancher et à se laisser glisser la nuit sur la voie lorsque le train ne roule pas trop vite mais plusieurs finiront broyés par les roues. Toutefois, le 20 août, près de Livron, un peu au sud de Valence dans la Drôme, c'est de cette façon qu'un groupe d'une douzaine de prisonniers parvient à s'échapper puis à se cacher dans des fermes voisines. Mais les changements de train et les contrôles des wagons par les Feldgendarmen rendent la réussite de ces "déplanchages", aléatoire.
Le 25 août, le train est en Haute-Marne. Près de la gare de Merrey, la Résistance locale a fait sauter un pont quelques jours plus tôt. Sur cet ouvrage d'art sommairement réparé, le train est obligé de rouler à une très faible vitesse. Près de 70 prisonniers arrivent alors à s'échapper des wagons, toujours après avoir arraché des parties de planchers et là encore à trouver refuge dans des fermes voisines.
Le train traverse ensuite Nancy, Pont-à-Mousson, Metz et entre en Allemagne à Sarrebruck,. Il va ensuite redescendre vers le sud-est et la Bavière et arrive le 28 août, à Dachau où 536 déportés sont immatriculés dont 36 femmes (elles sont ensuite envoyées à Ravensbrück). Près de la moitié de ces déportés ne reviendra pas des camps.
Après guerre, on a perdu la trace de l'Oberleutnant Baümgartner.

## Quelques déportés du train fantôme
- Alice Bessou-Kokine (1923-1945), résistante à Toulouse où elle est secrétaire dans un commissariat de police. Elle est arrêtée le 5 mai 1944 en même temps que son mari, Meyer Kokine, un Juif d'origine russe, lui aussi déporté dans le train fantôme (ils ignoreront mutuellement qu'ils étaient dans le même train). Elle accouche le 31 décembre 1944 à Ravensbruck d'un garçon qui meurt dix jours plus tard[8]. Elle-même meurt le 15 avril 1945, le jour de son 22e anniversaire[9].
- Meyer Kokine (1920-2002), Juif, résistant et fondateur de l'Association des déportés du train fantôme, mari de la précédente. Durant l'Occupation, il passe en zone libre en avril 1941, à 20 ans[10]. Il effectue son temps  de travail obligatoire dans les chantiers de la jeunesse en Lozère puis en Tunisie[10]. Il travaille ensuite dans les usines Dewoitine à Toulouse. Réfractaire au service du travail obligatoire en Allemagne, il devient clandestin en septembre 1942 et entre dans la Résistance, dans le mouvement « Libérer et Fédérer» qui dépend des « réseaux Buckmaster »[10]. Il épouse Alice Bessou, qui par son poste, lui procure de faux papiers. Les deux sont arrêtés par la Gestapo le 5 mai 1944, internés dans des prisons séparées et déportés dans le train fantôme (mais ignorant que l'un et l'autre s'y trouve)[10]. Il s'évade à Sorgues, s'engage dans un maquis jusqu'à l'arrivée des Alliés[10]. Il retourne ensuite à Toulouse. Il fut le fondateur et président de l'association des déportés du train fantôme.
- Pierre Fournera (1916-1944), commissaire de police et résistant à Toulouse, il y est arrêté par la Gestapo et déporté vers Dachau. Il meurt, à l'âge de 27 ans, fusillé par les nazis, le 1er août 1944, au camp de Souge, en tant qu'otage déporté du train fantôme.

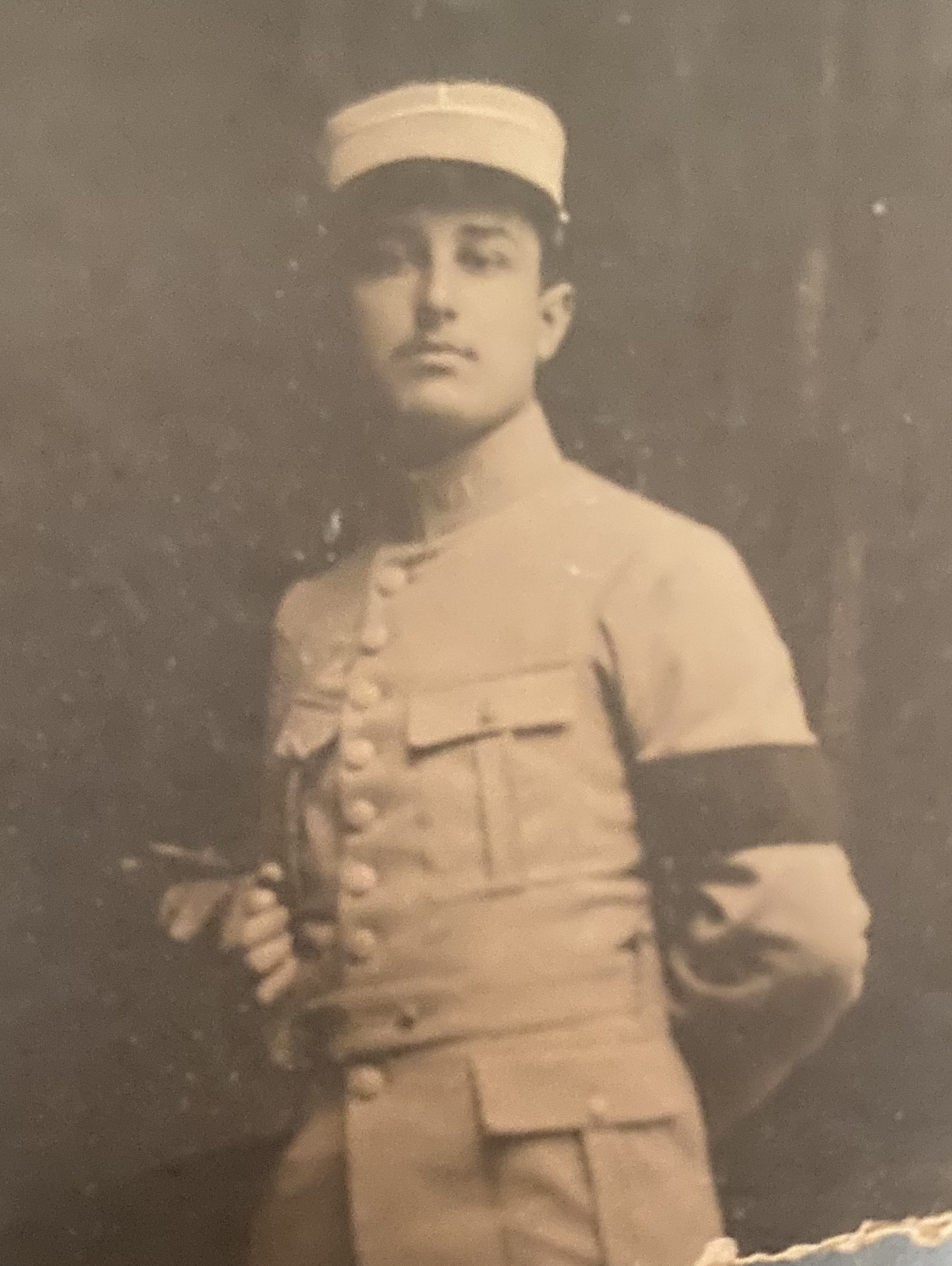
Pierre Fournera, commissaire et résistant.

- Léon Cigarroa (1894-1944), né à Saint-Jean-de-Luz résistant arcachonnais et cadre à la Banque de France où il fit toute sa carrière, y gravissant les échelons[11]. Il fut gravement blessé le 23 septembre 1915 pendant la Première Guerre mondiale dans les combats de Vauclaire lors de la bataille de Champagne, blessures dont il gardera des séquelles au bras et à la jambe[11]. Il obtient la croix de Guerre avec palme et étoile et la Médaille militaire[12]. En 1938, il prit la direction du bureau auxiliaire de la Banque de France d'Arcachon, devenant une personnalité du bassin[11]. En juin 1940 à Arcachon, il contrôla le passage des réserves d'or des succursales et des bureaux du Sud-Ouest, avant leur concentration à Bordeaux pour leur départ vers les Antilles[12]. Il entre dans la Résistance en 1941 devenant sous-chef de réseau à l'OCM[12]. Il fut arrêté par la  Gestapo de Bordeaux du lieutenant Dhose, le 5 juillet 1944[12], interné au fort du Hâ où il va souffrir de dysenterie[12], puis embarqué dans le train fantôme lors du rajout des prisonniers bordelais (il sera le dernier déporté d'Arcachon[11]). Il meurt d'épuisement dans le train et son corps est évacué en gare de Rémoulins dans le Gard[1]. Une rue porte son nom à Arcachon[11]. Après guerre, une de ses filles, Monique, épousera Robert Fleury, qui sera maire d'Arcachon entre 1977 et 1985[11].

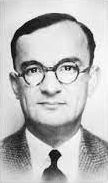
Albert Lautman.

- Abdelkader Mesli (1902-1961), un imam et résistant qui a aidé au sauvetage et à l'évasion de plusieurs centaines de Juifs. Il a survécu aux camps de concentrations de Dachau et de Mauthausen. Le parvis devant la grande mosquée de Paris porte son nom.
- Albert Lautman (1908-1944), philosophe des mathématiques et résistant français. Il fut l’un des dix déportés pris en otage lors de l'arrêt à Bordeaux et fut fusillé au camp de Souge le 1er août.

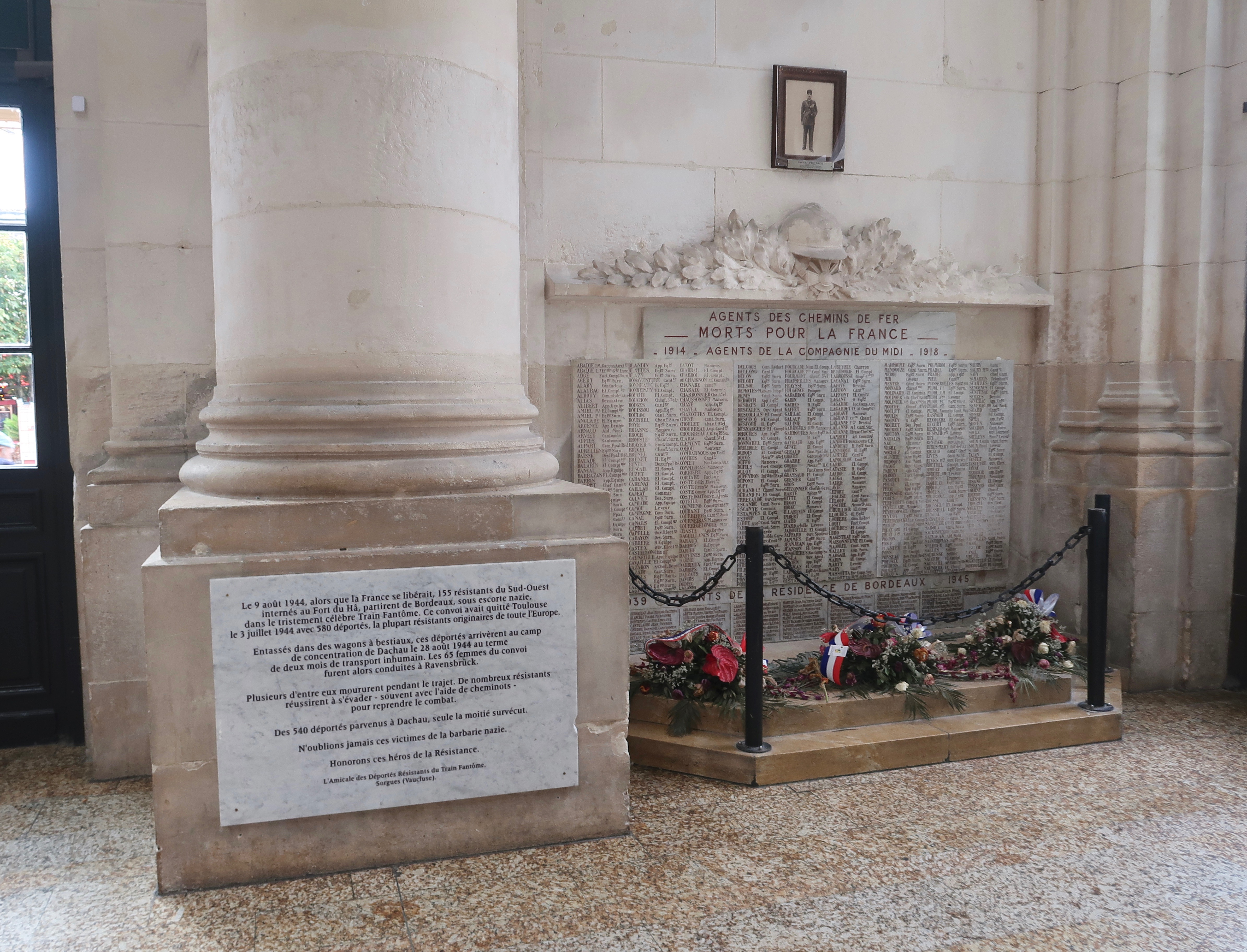
Plaque commémorative du train fantôme, à gauche du monument aux morts de la SNCF en gare de Bordeaux-Saint-Jean.

## Hommages
Différentes plaques et monuments rappellent le souvenir de ce train et de ses déportés dont un monument devant la gare de Sorgues, où se déroule chaque année une cérémonie organisée, et des plaques à la gare de Toulouse-Matabiau, à la gare de Bordeaux-Saint-Jean, à la gare de Pierrelatte, dans la Drôme et à la gare de Merrey en Haute-Marne ainsi qu'une plaque sur un pilier restant d'un ancien pont, emprunté à pied par les déportés, à Roquemaure dans le Gard.